# Neiokõsõ
Neiokõsõ är en estländsk musikgrupp bestående av systrarna Anu Taul och Triinu Taul samt Kadri Uutma, Diana Põld, Astrid Böning och trumslagare Peeter Jõgioja. 
Gruppen representerade Estland i Eurovision Song Contest 2004 i Istanbul, Turkiet, med bidraget Tii. Bidraget skrevs av Priit Pajusaar, Glen Pilvre och Aapo Ilves och framfördes på võro. Det är hittills det enda bidraget som framförts i Eurovision Song Contest på det språket. 
Gruppen var de första i Estland att väljas till Eurovision genom telefonröstning och de vann överlägset den nationella uttagningen . 
I Istanbul framträdde gruppen i semifinalen och kom där på elfte plats av 22 tävlande och missade därmed finalen med endast 14 poäng. 